# قمة من أجل الديمقراطية

الدول المدعوة للقمة.

قمة من أجل الديمقراطية هي قمة افتراضية تستضيفها الولايات المتحدة «لتجديد الديمقراطية في الداخل ومواجهة الأنظمة الاستبدادية في الخارج» في 9-10 ديسمبر 2021. المواضيع الثلاثة هي الدفاع ضد الاستبداد، ومعالجة الفساد ومكافحته ، وتعزيز احترام حقوق الإنسان.